# Jindřich Veselý
Jindřich Veselý (Bavorov, 15 juli 1885 - České Budějovice, 19 september 1939) was een Tsjechisch onderzoeker van marionetten en auteur van poppenspelen. Hij wordt gezien als de ontwerper van het moderne Tsjechische poppentheater.

## Levensloop
Veselý gaf les aan een middelbare school in České Budějovice, waar hij later werd gepromoveerd tot directeur. Hier voerde hij wetenschappelijk onderzoek uit over het poppenspel. Op academisch gebied behaalde hij een doctoraat.
Hij was medeoprichter van de Tsjechische vereniging Vrienden van het Poppentheater (vertaald). In 1912 werd hij redacteur van het tijdschrift Loutkář, een Engelstalig tijdschrift voor poppen- en marionettenspel dat het oudste theatertijdschrift ter wereld is dat nog altijd wordt uitgegeven. Verder schreef hij theaterstukken voor het poppenspel.
In 1912 nam Veselý het initiatief voor de serieproductie van theaterpoppen. De productie lag in handen van A. Münzberg.
In 1929 organiseerde hij het eerste poppentheatercongres in Praag. Tijdens dit congres werd de Union Internationale de la Marionnette (UNIMA) opgericht, waarvan Veselý de voorzitter werd. Ook in de jaren erna in Parijs (1929) en Luik (1930) bleef hij aan als voorzitter. Tijdens zijn voorzitterschap diende het blad Loutkář als internationaal verenigingsblad. Tijdens het congres in Ljubljana in 1933 Josef Skupa de voorzittershamer over en werd Veselý benoemd tot erevoorzitter.